# Lewys Glyn Cothi
Lewys Glyn Cothi, noto anche come Llywelyn y Glyn, (Llanybydder, 1420 ca. – 1490 ca.), è stato un poeta gallese di lingua gallese.

## Biografia

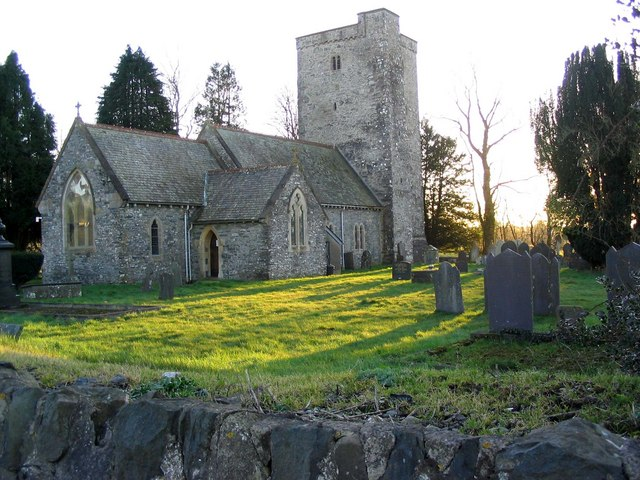
La chiesa di S. Pietro a Llanybydder, luogo di nascita del poeta.

Nacque verso il 1420, probabilmente nella fattoria di Pwllcynbyd, vicino al remoto villaggio di Rhydycymerau, parrocchia di Llanybydder, contea del Carmarthenshire, nel sud-ovest del Galles. Prese il suo nome bardico dalla vicina foresta di Glyn Cothi, nella valle del fiume Cothi. Il suo nome di battesimo era Llewelyn, ma in genere nei suoi versi usò lo pseudonimo "Lewys", con il quale è generalmente conosciuto. Un suo manoscritto indica che avesse studiato presso l'abbazia di Carmarthen, ma a parte ciò la prima parte della su vita ci è per lo più sconosciuta. 
Lewys visse il periodo della Guerra delle due rose, nella quale fu dalla parte dei Lancaster, e diventò un fuorilegge a seguito della Battaglia di Mortimer's Cross. Probabilmente partecipò direttamente alla battaglia nella compagnia di Owen ap Gruffudd ap Nicolas, figlio di un importante nobile del Carmarthenshire, e di conseguenza Owen e Lewys furono costretti a vivere da fuorilegge in Snowdonia. Lewys era sostenitore di Jasper Tudor, Conte di Pembroke, e in seguito di Henry Tudor. Sebbene molte sue poesie erano rivolte alla nobiltà rurale favorevole ai Lancaster, non trascurò di lodare i mecenati a favore degli York quando le circostanze lo richiedevano, come ad esempio la famiglia Vaughan di Hergest nello Herefordshire, alla quale il nome del poeta viene spesso collegato.
Un aneddoto, riportato da una nota a margine di una copia manoscritta delle sue poesie, dice che Lewys si fosse stabilito a Chester finché non venne espulso dai borghesi della città per avere sposato una vedova senza il loro consenso. Altri aneddoti, relativi a manoscritti diversi, affermano che fosse stato scacciato da quella devota città Yorkista per avere scritto, nei suoi versi, una profezia secondo cui Henry Tudor sarebbe diventato re. Sebbene non confermato, sembra certo che fosse successo qualcosa che lo rese lo zimbello della cittadinanza di Chester, e che lo spinse a satireggiarla senza pietà in una "awdl", in cui la descrisse come il risultato di "otto tipi di rapporti nei cespugli" (cyw wrthryw cyfathrac - dan lwyn), ed invocò la vendetta di un nobile gallese filo-Lancaster, Rheinallt ap Gruffydd ap Bleddyn di Mold, sulle loro teste.
Viaggiò molto in Galles, visitò le residenze di vari mentori, e sembra che avesse un particolare attaccamento per Anglesey, dove ricompensò l'ospitalità ricevuta scrivendo "Gorddu yw brig Iwerddon/gan fwg ceginau o'r Fôn" (Anneriti sono gli alberi dell'Irlanda/dal fumo delle cucine di Anglesey). Si sa che ebbe almeno un figlio, di nome Siôn (John), la cui morte all'età di 5 anni condusse Lewis a scrivere una delle sue poesie più importanti, l'elegia Marwnad Siôn y Glyn, della quale si dà un estratto, nella traduzione dell'accademico e poeta Gwyn Williams:
Yngo y saif angau Siôn 

yn ddeufrath yn y ddwyfron. 

Fy mab, fy muarth baban, 

fy mron, fy nghalon, fy nghân, 

fy mryd cyn fy marw ydoedd, 

fy mardd doeth, fy moeth im oedd
La morte di Siôn è davanti a me 

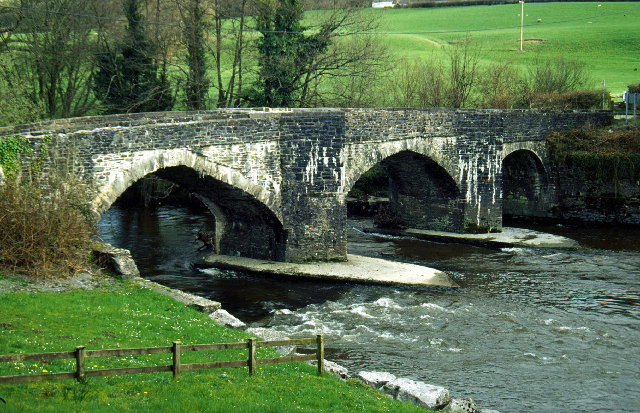
Il fiume Cothi, dal quale il poeta prese il proprio nome d'arte.

come due punte uncinate nel mio petto. 

Mio figlio, figlio del mio cuore, 

il mio petto, il mio cuore, la mia canzone, 

la mia unica gioia prima della mia morte, 

il mio abile poeta, il mio lusso.
La tradizione afferma che Lewis, che sembra fosse morto intorno al 1490, fosse stato sepolto ad Abergwili (Carmarthenshire), ma il luogo di sepoltura e la data esatta della morte restano sconosciuti. Una delle sue ultime poesie è diretta a Henry Tudor dopo la sua incoronazione a Re Enrico VII (1485).

## Opere

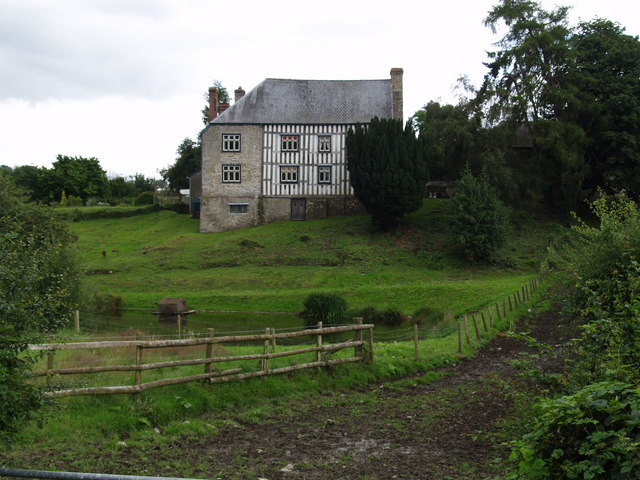
Hergest court, Herefordshire, già vasta residenza della famiglia Vaughan, mecenate del poeta. Un tempo erano qui custoditi il Libro bianco di Hergest e il Libro rosso di Hergest.

Lewys fu uno degli scrittori più rappresentativi dei "Beirdd yr Uchelwyr" (Poeti della nobiltà) o "Cywyddwyr" (Parolieri), ovvero i poeti professionali itineranti del periodo compreso tra il 1284 (Statuto di Rhuddlan) e il 1600. Fu un poeta molto fecondo, che scrisse molte poesie ed elegie celebrative: circa 230 sue poesie sopravvivono in svariati manoscritti. Nonostante il suo stile di "metrica stretta" non sia così elegante come quello di altri poeti, possiede un carattere "scorrevole e naturale". La sua opera spazia dai versi di lode e devozionali allo stretto umorismo, quest'ultimo in particolare quando supplica i mecenati per vari argomenti. Fu anche un esperto copista, e sia pensa sia stato il compilatore di buona parte, se non del tutto, del Libro bianco di Hergest, un importante manoscritto gallese del Basso Medioevo scomparso all'inizio del XIX secolo. Egli aggiunse anche parecchie poesie al Libro rosso di Hergest, altro scritto fondamentale oggi custodito presso la "National Library of Wales" (Biblioteca Nazionale del Galles) ad Aberystwyth. Lewys fu anche un esperto di araldica, sulla quale scrisse molti trattati. Il manoscritto Peniarth 109, che contiene più di cento poesie scritte di suo pugno, fu illustrato dall'autore stesso con le armi di molte famiglie nobili gallesi.
Un primo tentativo di pubblicazione dell'Opera omnia fu effettuato nel 1953, in seguito alla cooperazione della "National Library of Wales" (Biblioteca Nazionale del Galles) e lo "University of Wales Press Board" (Consiglio delle Edizioni dell'Università del Galles), sotto la cura editoriale di E.D. Jones. Comprende il testo del manoscritto Peniarth 109, scritto dal poeta stesso, nell'ortografia originale. Il previsto "Secondo volume" non fu mai pubblicato.
Un'edizione esauriente è stata pubblicata nel 1995 a cura di Dafydd Johnston, trascritta nell'ortografia contemporanea. Include prefazione, note e vocabolario.

### Edizioni moderne
- (CY)  E.D. Jones (a cura di), Gwaith Lewys Glyn Coti: y Gyfrol Gyntaf (L'opera di Lewys Glyn Cothi: Volume primo), Cardiff, University of Wales Press, 1953
- (CY)  Dafydd Johnston (a cura di), Gwaith Lewys Glyn Cothi (L'opera di Lewys Glyn Cothi), Cardiff, University of Wales Press, 1995